# St Michael’s on Wyre
Koordinaten: 53° 52′ N, 2° 49′ W

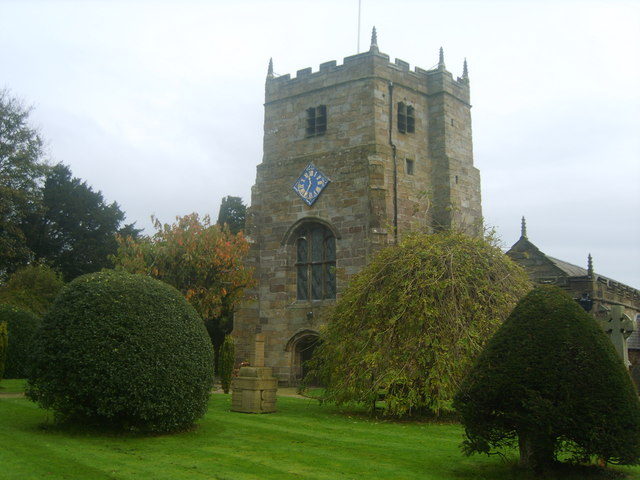
Die Kirche St. Michael’s Church in St Michael’s on Wyre

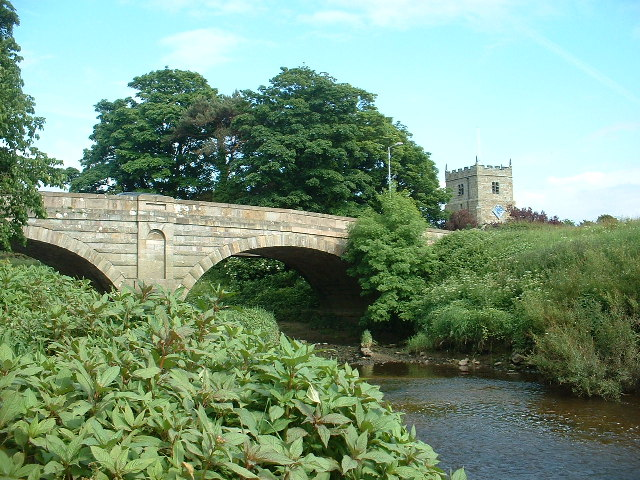
Die Brücke aus dem Jahr 1803 über den Fluss Wyre im Ort St Michael’s on Wyre

St Michael’s on Wyre ist ein Ort in Lancashire, England in der Nähe der Städte Preston, Blackpool und Fleetwood. Der Ort hat 601 Einwohner (Stand 2001) und liegt am Fluss Wyre.
Der Ort wird im Domesday Book aus dem Jahr 1086 erwähnt. Seit dem 12. Jh. gibt die Kirche dem Ort den Namen, sein ursprünglicher Name Upper Rawcliffe with Tarnacre wird aber auch heute noch gelegentlich verwendet und ist der Name der Civil parish, in der der Ort liegt. Der Legende nach soll die erste dem Erzengel Michael geweihte Kirche des Ortes an einer Furt des Wyre zwischen 627 und 640 gebaut werden sein.
Die Lage des Ortes direkt am Fluss Wyre, aber vor allem die Mündung des Flusses River Brock in den Wyre östlich des Ortes und die nahe Mündung des River Calder setzen den Ort einer großen Überflutungsgefahr aus. Besorgte Einwohner besichtigten am 23. Mai 1984 das Auslassgebäude des Abbeystead Tunnels in Abbeystead, um zu erfahren, ob diese Verbindung des River Lune zum Wyre zur Flutgefahr in ihrem Ort beitragen würde. Bei der Besichtigung kam es zu einer Methangasexplosion, durch die 16 Personen aus St Michael’s on Wyre starben und viele verletzt wurden.